# Vilnokureanivske, Vilneansk
Vilnokureanivske (în ucraineană Вільнокур`янівське) este un sat în comuna Mîhailivka din raionul Vilneansk, regiunea Zaporijjea, Ucraina.

## Demografie
Componența lingvistică a localității Vilnokureanivske
     Ucraineană (60%)
     Rusă (40%)
Conform recensământului din 2001, majoritatea populației localității Vilnokureanivske era vorbitoare de ucraineană (60%), existând în minoritate și vorbitori de rusă (40%).